# 1. komunikacijska brigada (ZDA)
1. komunikacijska brigada (izvirno angleško 1st Signal Brigade) je komunikacijska brigada Kopenske vojske Združenih držav Amerike.

## Odlikovanja
- Meritorious Unit Commendation